# Tritrichomonas
A Tritrichomonas egysejtű parazita ostoros nemzetség, melynek egyes fajai tulokformák szaporító- és macskafélék emésztőrendszerét fertőzik, de majmok, Rhesus-makákók és emberek opportunista patogénjei is vannak benne. Például e nemzetség tagja a Tritrichomonas augusta és a Tritrichomonas foetus.

## Történet
1920-ban írta le először a nemzetséget Charles Atwood Kofoid. Bár korábban a macskafertőző Tritrichomonas-faj neve volt Tritrichomonas blagburni is, az nem lett széleskörben elfogadott.
A T. foetus macskákban is jelen lehet, ezt először 1999-ben mutatták ki az Amerikai Egyesült Államokban.
2017-ben sikeresen felszámolták a Tritrichomonas-fertőzést a tulokformákból Wyomingban, ezzel ez lett az első Tritrichomonas-fertőzéstől mentes amerikai állam.
2010-től több tanulmány igazolta, hogy a T. suis és a T. foetus azonos faj, 2020-ban pedig Jin et al. kimutatták, hogy minden emlősfertőző klád a Tritrichomonas foetus tagja, akárcsak egyes madárfertőző kládok, de további szekvenciák elemzése szükséges ennek megerősítéséhez.
2023-ban Sanchez et al. kimutatták, hogy a Tritrichomonas arnold a bevittantigén-prezentáló sejtek modulálásával korlátozza a vírusmediált orálistolerancia-vesztést és az IRF1/NF-κB-mediált gyulladást. Kimutatták, hogy a szukcinát és az IL-25 nem elegendő ehhez.
2024-ben Popovic et al. a T. musculus életciklusában kimutattak ivaros szakaszt, igazolva, hogy a Tritrichomonas rendelkezik ivarosan szaporodó fajokkal.

## Genetika
Egyes fajok sziálsavkötő rendszereikkel képes a humán vakbél mucusához kötni és az A1, A2, B és 0 vércsoportú humán vér sejtjei agglutinációjára. A T. mobilensis 5–7 közti pH mellett aktív ciszteinproteinázokat, például HPAázokat kódol.
Magi genomja fajon belül is jelentős különbségeket mutathat: a T. foetus macskákból kimutatott G10/1 kládjáé 29 525 551, a tulokformákból kimutatott BP-4-é 37 882 427, a Suidae-fajokban élő PIG30/1-é 47 094 268, a szintén tulokformákban élő K1-é 51 862 250 bp. Genomja rendelkezik például MYB-, papainhomológokkal és GP63-, kalpain- és szubtilizinszerű fehérjékkel.

## Filogenetika
A Tritrichomonas foetus Jin, Du és Yao szerint minden emlősökben megtalálható Tritrichomonas-kládot tartalmaz. A Tritrichomonas 2 kládra osztható: az I. klád marhákban, sertésekben és emberekben, a II. macskákban és kutyákban kimutatott Tritrichomonas-csoportokat tartalmaz.

## Morfológia
A trofozoita 3 elülső és 1 hátulsó ostorral, jól fejlett unduláló membránnal rendelkezik, és lehet például körte alakú.

## Élőhely
Minden kontinensen megtalálható az Antarktisz kivételével.

## Életmód

### T. foetus
A T. foetus a gazda emésztőrendszere epitéliumához csatlakozva kölcsönhat az ott élő baktériumokkal. Gyakran forduil elő a Suidae orrnyílásaiban, gyomrában, vak- és vastagbelében, de megtalálható a vékonybélben is. Ezért nevezik Tritrichomonas suisnak is. Prevalenciája nem ismert, mert a T. foetus-vizsgálatok e kládban nem kötelezők.

### T. augusta
A T. augusta a Taricha granulosa emésztőrendszeréből ismert egyes észak-kaliforniai parti megyékben.

### T. musculus
A Tritrichomonas musculus egerekben kommenzalista: megtalálható egészséges egerekben is.

## Életciklus
A T. foetus az emésztőrendszer mellett az ürülékben és a vízben is megélhet pszeudociszta-képzéssel. Ez lehetővé teszi a nőstények reproduktív rendszerének fertőzését akár több napig is.
A T. musculus dinamikus életciklusú, és az emésztőrendszer-mikrobiom jelentős átalakítását indukálja. Ivarosan képes szaporodni. Sosincs oocisztaszakasza.

## Fertőzések
A tritrichomoniasist gyakran a trichomoniasis egy változatának tekintik.
A vékonybél csomósejtjei interleukin-25-öt (IL-25) termelnek Tritrichomonas- és féregfertőzéskor is, növelve a 2. csoportbeli veleszületett limfoid sejtek (ILC2) IL-13-termelését, mely további csomósejtek kriptasejtekből való differenciációját indítja. Ezenkívül leukotriéneket is termel, melyek tovább növelik az ILC2-aktivációt.

### Humán
A Tritrichomonas emberek opportunista patogénje.
A humán Tritrichomonas-fertőzések ritkák, de fatális meningoencephalitist és peritonitist okoznak, és elsősorban immunszupresszált vagy immunhiányos emberekben ismert. A humán tritrichomoniasis ritka: 2012 augusztusáig 3 immunhiányos emberben – 2 férfiban, akik elhunytak, és 1 nőben, aki gyógyult – észlelték, az elsőt még 1998-ban akut mielogén leukémiás férfiban, aki allogénes perifériás vérképzőőssejt-átültetés után a graft-gazda betegség ellen ciklosporint kapott. Ez esetek közül 1 valószínűleg Tritrichomonas mobilensis-, 2 valószínűleg T. foetus-fertőzés, de más Tritrichomonas-fajok se zárhatók ki.
Nem ismert, hogy emberben terjed-e szexuális úton a Tritrichomonas-fajok.

### Bovinae
A Tritrichomonas gyakran fertőz más immunhiánnyal élő állatokat, például Rhesus-makákókat. A T. foetus általában macskákban és tulokformákban, a T. mobilensis majmok található. Egészséges macskákban is élhetnek T. foetus-példányok: Tysnes et al. 2011-es tanulmánya szerint mintegy 21%-uk rendelkezik velük.
Bikáról tehénre könnyebben terjed – a szuszceptibilis tehenek 95%-a 1, míg a bikák többsége 3–9 coitus után fertőződik –, de a tehenek könnyebben gyógyulnak: míg a pozitív bikák általában életük végéig pozitívak maradnak, a pozitív tehenek általában 5, de legkésőbb 22 hónappal a fertőzés vagy 9 héttel a borjú születése után meggyógyulnak.
A tritrichomoniasis az Amerikai Egyesült Államokban endemikus, csak 2 esete volt az Egyesült Királyságban 2000-től 2020-ig.

### Egerek
A Tritrichomonas musculus ivarosan szaporodó, tumorigenezist és T-sejt-eredetű colitist okozó faj, mely szukcináttermeléssel stimulálja a bélparaziták elleni Th2-immunválaszt, azonban növeli a szuszceptibilitást T-sejt-eredetű colitisre és a tumorigenezisre, vagyis patobionta lehet.

### Macskák
Macskafélékben is gyakori a Tritrichomonas foetus-fertőzés. E fertőzés lehet fulmináns, tünetei pedig lehetnek nekrotikus vagy limfoplazmacitás colitis és mikroabscessusok. 2018-ban egy 3 hónapos macskában FPV- és FCoV-koinfekciót mutattak ki.

## Védekezés és megelőzés
A tulokformák tritrichomoniasisa ellen teszteléssel, a Tritrichomonas-pozitív példányok leölésével és importtilalmával lehet védekezni. Ez lehetővé tette 2017-ben a tritrichomoniasis kontrollját és felszámolását Wyomingban: míg 1997-ben 433 tesztelt példányból 5 volt T. foetus-fertőzött, és  Így 2017–2019 közt Wyomingban nem volt T. foetus-fertőzött tulokformafaj.
A Bovinae-tritrichomoniasis mesterséges megtermékenyítéssel is gátolható.

### Oltás
Szubkután és intravaginális oltásokkal csökkenthető a T. foetus prevalenciája.

## Kezelés
2 etenil-szulfon-alapú ciszteinproteáz-inhibitor hatásosnak és biztonságosnak bizonyult állati genitális epitél sejtekben, és hatékonyan csökkentette az állati trofoblasztsejtekre gyakorolt citopatogén hatást, de nem ismert, hogy emberekben hatásosak-e, és nem ölték el a trofozoitákat.

## Kimutatás
A morfológiai alapú kimutatáshoz Tritrichomonas-fajok formaldehidoldatban tartandók az ostorok megszámlálásához.

## Fordítás
Ez a szócikk részben vagy egészben  a   Tritrichomonas című angol Wikipédia-szócikk ezen változatának fordításán alapul.  Az eredeti cikk szerkesztőit annak laptörténete sorolja fel. Ez a jelzés csupán a megfogalmazás eredetét és a szerzői jogokat jelzi, nem szolgál a cikkben szereplő információk forrásmegjelöléseként.